# 7 Seconds (együttes)
A 7 Seconds amerikai hardcore punk zenekar. Jelenlegi tagjai Kevin Seconds, Steve Youth, Troy Mowat, és Bobby Adams. Rajtuk kívül még többen megfordultak az együttesben. A név jelentése: hét másodperc, de egyben utalhat az énekesre, Kevin Seconds-re is.

## Története
Az együttest 1980-ban két testvérpár alapította a nevadai Renóban: a Marvelli és a Borghino testvérek. Az évek során áttértek a hardcore punk stílusról a dallamos hardcore-ra és a punk rockra. 
Számos középlemezt, koncertalbumot, válogatáslemezt, és stúdióalbumot jelentettek meg. 2018 márciusában feloszlottak.